# Jan IV Paleolog
Jan IV Paleolog (ur. 24 czerwca 1413, zm. 19 stycznia 1464) – markiz Montferratu w latach 1445-1464.

## Życiorys
Był synem Jana Jakuba Paleologa i Joanny Sabaudzkiej (1395–1460), córki Amadeusza VII, hrabiego Sabaudii. Jego żoną była Małgorzata (1439-1483), córka księcia Sabaudii Ludwika I Sabaudzkiego. Miał z nią troje dzieci: córkę Helenę Małgorzatę (zm. 1496), która poślubiła później królewicza czeskiego Wiktoryna z Podiebradu oraz Sarę (1462–1503) i syna Scypiona (1463–1485). Jego panowanie było wypełnione wojnami z Mediolanem. Jego braćmi byli: Wilhelm VIII Paleolog i Bonifacy III Paleolog.